# Joop Hueting

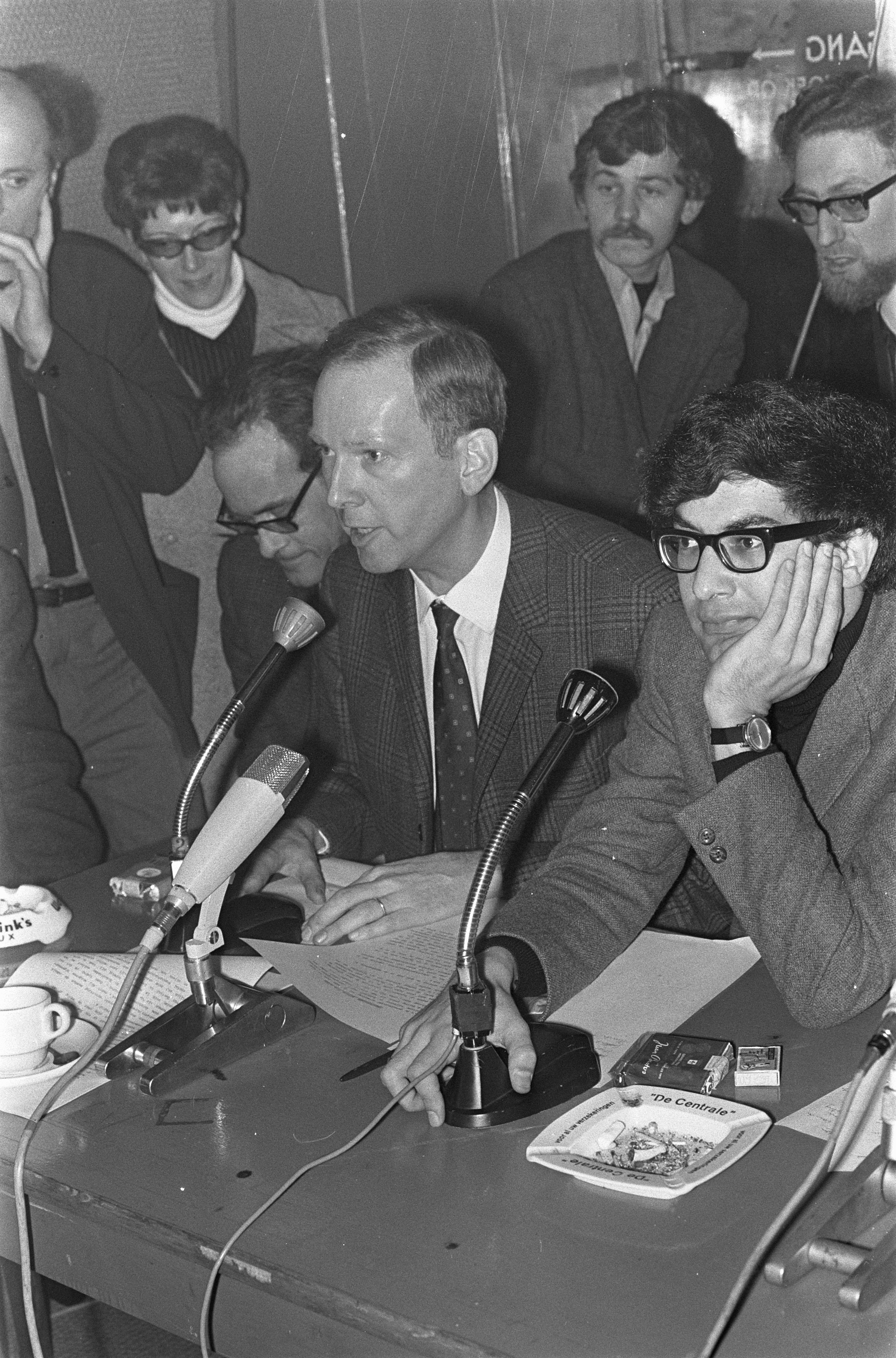
Joop Hueting (midden) met naast hem journalist Joop van Tijn (januari 1969).

Johan Engelbert (Joop) Hueting (Den Haag, 25 september 1927 – Amsterdam, 11 november 2018) was een Nederlands militair, klokkenluider en psycholoog. In 1969 kreeg hij nationale bekendheid doordat hij in de media openlijk sprak over oorlogsmisdaden begaan door Nederlandse militairen tijdens de politionele acties in Nederlands-Indië. 

## Levensloop

### Dienstplicht en getuigenis
Hueting werd in 1947 op 19-jarige leeftijd als dienstplichtig soldaat uitgezonden naar Nederlands-Indië. Hij was onder andere gestationeerd op Oost-Java en betrokken bij de aanval op Jogjakarta in december 1948. Tijdens zijn uitzending was hij ooggetuige van executies en mishandelingen van gevangengenomen Indonesiërs.
In de jaren vijftig benaderde Hueting Het Parool, de Nieuwe Rotterdamsche Courant en Propria Cures, maar de redacties van die bladen wilden zijn verhaal niet publiceren. In mei 1968 promoveerde Hueting op een proefschrift waarin hij zich afvroeg waarom Nederland nooit de oorlogsmisdaden tijdens de politionele acties in Nederlands-Indië heeft onderzocht. In december 1968 kwam het verhaal verder in de aandacht door een uitgebreid interview in de Volkskrant. Een maand later werd hij in het televisieprogramma Achter het Nieuws door Hans Jacobs geïnterviewd. Hueting was de eerste en lange tijd ook de enige militair die naar buiten trad over begane misdrijven tijdens de politionele acties.
Het interview op televisie leidde tot hevige reacties en bedreigingen richting Hueting, Jacobs en eindredacteur Herman Wigbold. Achter het Nieuws besteedde een aantal vervolguitzendingen aan de kwestie. Dit leidde tot een politieke discussie. Het kabinet-De Jong besloot tot een onderzoek waarvoor Hueting in april 1969 geïnterviewd werd door E.J. Korthals Altes, lid van de Hoge Raad. Zijn getuigenissen werden echter niet gebruikt, omdat ze eerder nergens waren vastgelegd. In juni 1969 verscheen de Excessennota, die hoofdzakelijk gebaseerd was op archiefonderzoek. Premier De Jong concludeerde dat 'zich excessen hebben voorgedaan' maar vond tevens dat 'de krijgsmacht zich als geheel correct heeft gedragen'. Begin juli vond er een debat in de Tweede Kamer plaats, waarin oppositieleider Joop den Uyl opriep tot een parlementaire enquête. Dit voorstel kreeg geen meerderheid.

### Loopbaan als hoogleraar
Hueting studeerde psychologie aan de Universiteit van Amsterdam en promoveerde daar in 1968 op psychofysiologie. Hij bekleedde tussen 1972 en 1992 een hoogleraarschap experimentele psychologie aan de Vrije Universiteit Brussel. Hij onderzocht onder meer de effecten van hormonale doping bij sporters en stelde dat dat geen effect heeft.

### Overlijden
Joop Hueting overleed in 2018 op 91-jarige leeftijd.
- Library of Congress Control Number: n84058556
- Nederlandse Thesaurus van Auteursnamen: 06948712X
- Virtual International Authority File: 45698349
- WorldCat: E39PBJrKWXrrFjqywbcmVJjcT3